# Der Lord
Der Lord war eine Heftroman-Serie im Anne-Erber-Verlag, die 1975 erstmals erschien, um die Lücke nach der durch Indizierung erzwungenen Pause von Dr. Morton zu schließen.
Der Lord war der „gute“ Bruder Dr. Mortons und arbeitete bei seinen Ermittlungen mit Scotland Yard zusammen. Nach 38 Heften wurde die Serie, die den Untertitel „Thriller der Sonderklasse“ trug, 1976 wieder eingestellt, und Dr. Morton fortgesetzt. Es erschienen auch zwei Großbände mit einem Magazinteil, die außerhalb der Handlungsführung der Reihe standen. In der Reihe Krimi-Thriller wurden sechs Bände der Reihe neu aufgelegt. Autor der Reihe war John Ball, ein Sammelpseudonym mehrerer Autoren.
Ab März 2022 wurden mit Band 80 der Serie Dr. Morton die Romane von Der Lord neu aufgelegt und chronologisch in die Dr.-Morton-Geschichten einsortiert. Das Ganze wird mit neuen Romanen ergänzt, um die Geschichten mit Dr. Morton zu verknüpfen.

## Romanhefte in chronologischer Reihenfolge mit Titel
1. Das gespaltene Ich
2. Die Raben
3. Phantomjagd durch Europa
4. Leichen am Strand
5. À la Robin Hood
6. Aber Miss M. kam "oben ohne"
7. Zwei Männer aus Stein
8. Mord im Akkord
9. Die blutende Lilie
10. Der König rief
11. Schreie in der Nacht
12. Ein Köder für den Boss
13. Der blutige Schatten
14. Das Monstrum von Caister
15. Friß, Pflanze, oder stirb
16. Terror aus dem Kosmos
17. Eiskalt aus Fleisch und Blut
18. Grauen, das vom Himmel fällt
19. Sommer, Sonne, Meer und Tod
20. Ein Wechsel auf Mord
21. Schlachtfest in der City
22. Ein Arzt mit blutigen Händen
23. Ein ehrenwerter Mörder
24. Der Seelenquäler
25. Im Auftrag des Staates
26. Mord mal vier
27. Tödliche Juwelen
28. Die Monster von Sutton Hall
29. Angriff auf Leigh Green
30. Mit dem Satan im Herzen
31. Der mordende Doppelgänger
32. Der Vernichter jagt Sir Edward
33. Die verschwundenen Kinder
34. Rob Jones in Ketten
35. Jagd auf Filipow
36. Sir Edward jagt die Wardrop-Gate-Gang
37. Blitze zucken in Old Bailey
38. Die Schule des Verbrechens[1]